# 瑤熙·霍夫曼
瑤熙·霍夫曼（西班牙語：Yoss Hoffman，1990年7月27日—），本名約瑟琳·霍夫曼·巴杜伊（西班牙語：Yoseline Hoffman Badui），是一名墨西哥的知名YouTuber。

## 生平
瑤熙·霍夫曼的社交媒體生涯始於2010年的Twitter，然後轉戰Facebook。最終她在2011年加入YouTube。她曾作為演員出現在墨西哥的電視頻道。 此外，她在同年2月23日創建了自己的主要YouTube頻道「YosStoP」。她的第二個YouTube頻道「JuStYosS」則於2012年3月30日創建。這個頻道是以她的觀點來批判社會。一些受歡迎的影片則是「從我的角度批評社會的管道」。
她目前是由墨西哥城的數位媒體經紀公司The Media Experience代理。除了社交媒體和表演技巧，她還涉足唱歌，並在「ReverbNation」上發布了幾首她的個人曲目。這是一個社交網站，為獨立音樂人提供了一個展示自己才華的平台。
她也是一名健身愛好者，並通過她在各種社交媒體平台上的影響力，推廣可持續的健康生活方式。她還接受過健康和生活方式教練的培訓。此外，尤斯是墨西哥城GY Experience的聯合創始人，這是一家位於墨西哥城的美甲水療沙龍，也專門從事頭發護理、皮膚護理和微生物治療。

## 個人生活
她與她的長期男友杰拉爾多·岡薩雷斯（西班牙語：Gerardo Gonzalez）保持伴侶關係。這對伴侶已經在一起7年多了。尤斯經常在她的Instagram上發布幾張與她的男友和他們的三只狗的照片。她經常在她的Instagram帖子中表達她對男友的愛。

## 外部連結
- YouTube上的JuStYosS
- YouTube上的YosStoP
- Yoss Hoffman的Facebook專頁
- Yoss Hoffman的Instagram帳戶
- Yoss Hoffman的X（前Twitter）